# Eustachio Zanotti
Eustachio Zanotti, född 27 november 1709 i Bologna, död 15 maj 1782 i Bologna, var en italiensk astronom.
Zanotti var professor i astronomi och hydrometri i Bologna. Han gjorde sig känd för sina iakttagelser över kometerna samt för åtskilliga optiska och hydrometriska försök. Han invaldes 1747 som ledamot av Vetenskapsakademien i Stockholm, men blev ej uppförd med ledamotsnummer i ledamotsförteckningen. Det är därför osäkert om han någonsin deltog i akademiarbetet.